# Alissonotum crassum
Alissonotum crassum är en skalbaggsart som beskrevs av Gilbert John Arrow 1908. Alissonotum crassum ingår i släktet Alissonotum och familjen Dynastidae. Inga underarter finns listade i Catalogue of Life.